# Daphne Deckers
Daphne Muriël Deckers (Nijmegen, 10 november 1968) is een Nederlands schrijfster, columniste, presentatrice, actrice, scenariste en voormalig fotomodel.

## Loopbaan
Deckers verhuisde al snel na haar geboorte naar het nabijgelegen dorp Persingen. Tijdens haar studie massacommunicatie in Utrecht werd Deckers ook fotomodel. In 1989 werkte ze bij de televisiezender RTL-Véronique, het latere RTL 4. In februari 1997 poseerde ze in de Playboy. Zij speelde als actrice enkele rollen, zoals in de Amerikaanse NBC-miniserie Remember, naar een boek van Barbara Taylor Bradford, naast onder meer Derek de Lint. Daarna speelde Deckers in de bioscoopfilm All Stars, in de VPRO-comedy Bed & Breakfast en kreeg zij een kleine rol in de James Bondfilm Tomorrow Never Dies.
Deckers presenteerde ook een aantal televisieprogramma's, zoals Big Brother, Reisgids, TV Woonmagazine en 101 Vrouwen. In juli 2007 begon ze vanaf seizoen 2 bij RTL 4 als presentatrice en jurylid van Holland's Next Top Model, later Benelux' Next Top Model. Ook was Deckers sinds 2007 modedeskundige bij het televisieprogramma RTL Boulevard en vanaf september 2012 tot en met 1 april 2016 was ze de vaste vervanger van presentator Winston Gerschtanowitz. Verder had ze een eigen weekendprogramma op 100%NL en presenteerde ze het programma De Naakte Waarheid.
Deckers was deelnemer aan het vierde seizoen van het televisieprogramma Het perfecte plaatje, waarvan in mei 2019 de opnames startten. In 2020 keerde ze terug als Claire in de televisieserie All Stars en Zonen. In 2021 was ze te zien in het RTL 4-programma The Masked Singer, waar zij de 'boekenwurm' was. 
In 1993 schreef Deckers columns voor Veronica Magazine, waarna zij werd gevraagd voor een wekelijkse column in Dagblad de Limburger. Eind 1994 ging zij schrijven voor Viva, waar zij tot 1999 een wekelijkse column publiceerde. Zij bundelde deze columns in De Echte Deckers (1999). Daarna schreef zij een wekelijkse column voor De Telegraaf en bundelde deze in Opwaartse drukte (2002) en Decksels (2005). Zij schrijft een wekelijkse column in de zaterdagse bijlage van De Telegraaf: Vrouw. Daarnaast schrijft ze ook columns voor Reader's Digest.
Deckers schreef een aantal seizoenen de VARA-comedy Oppassen!!!. Daarnaast vertaalde zij het Amerikaanse toneelstuk The MOMologues naar het Nederlands, onder de titel: Mama, een komedie over het moederschap. In 2006 werkte Deckers aan de vertaling van het eveneens Amerikaanse toneelstuk Steel Magnolias van Robert Harling, dat in 2007 werd opgevoerd.
Ze publiceerde de boeken De geboorte van een moeder en De geboorte van een gezin. Deze laatste titel werd in 2003 genomineerd voor de NS Publieksprijs. Naast boeken over opvoeden schreef Deckers de kinderboeken De verschrikkelijke ijstaart , De matroos in de doos en Marijn in de woestijn. Het tweede boek werd bewerkt tot een theatervoorstelling voor kinderen (2007). In september 2012 verscheen haar eerste roman Alles is zoals het zou moeten zijn. In de zomer van 2020 werd deze verfilmd tot een gelijknamige bioscoopfilm. Drie jaar later, in november 2023, verscheen op die verfilming de vervolgfilm Alles is nog steeds zoals het zou moeten zijn.
In het voorjaar van 2024 was Deckers samen met haar dochter te zien in de bioscoopfilm Scotoe. Tevens vertolkte ze in de zomer de rol van Fleur in de bioscoopfilm De mooiste dag. In 2024 verscheen haar boek De kracht van ouder worden, een pleidooi voor "positief ouder worden, zelfvertrouwen, vrijheid en innerlijke kracht".
In 2025 verscheen de biscoopfilm Dubbel zes gebaseerd op Deckers haar gelijknamige roman uit 2019, Deckers en haar dochter vertolkten tevens rollen in de film.

## Privé
Deckers trouwde op 7 juli 1999 met tennisser Richard Krajicek. Ze hebben twee kinderen.

## Trivia
- Deckers werd (samen met prinses Laurentien en Ivo de Wijs) door de Deense ambassade gevraagd als sprookjesambassadeur van Hans Christian Andersen, ter ere van diens 200ste geboortejaar 2005. Ook is zij ambassadeur van het Nationaal Fonds Kinderhulp.
- In september 2010 lanceerde zij haar eigen lingerielijn, TC World of Women.
- In april 2013 werkte Deckers mee aan de tekst voor het zogenoemde Koningslied.
- In 2013 raakte Deckers besmet met een multiresistente E.coli-bacterie. Op een internationale antibioticaconferentie hield ze hierover een speech in juni 2014.[8]

- Digitale Bibliotheek voor de Nederlandse Letteren: deck018
- Gemeinsame Normdatei: 1186938714
- International Standard Name Identifier: 0000 0003 6918 2757
- MusicBrainz: 02c419f7-a588-4e4a-9bcc-efa215681e03
- Nederlandse Thesaurus van Auteursnamen: 117998087
- Virtual International Authority File: 285389123
- WorldCat: E39PBJyCJ8dQcXQ8yxtvwJPG73